# Dada
Pour les articles homonymes, voir Dada (homonymie).
Le mouvement dada, aussi appelé dadaïsme ou simplement dada, est un mouvement intellectuel, littéraire et artistique du début du XXe siècle, qui se caractérise par une remise en cause de toutes les conventions et contraintes idéologiques, esthétiques et politiques.
Né en 1916 à Zurich, alors refuge d'une jeunesse qui refuse la guerre, Dada connaît une rapide diffusion internationale, en particulier à Berlin, Hanovre, Cologne, New York, Barcelone et Paris. 
Il met en avant un esprit mutin et caustique, un jeu avec les convenances et les conventions, son rejet de la raison et de la logique, et marque, avec son extravagance notoire, sa dérision pour les traditions et son art très engagé. Proche de l'idéologie socialiste, voire anarchiste pour Tristan Tzara et Raoul Hausmann, Dada se démarque à l'époque par sa proximité avec le militantisme radical. Les artistes de Dada se veulent irrespectueux, extravagants et affichent un mépris total envers les « vieilleries » du passé. Ils cherchent à atteindre la plus grande liberté d'expression en utilisant tout matériau et support possible. Ils ont pour but de provoquer et d'amener le spectateur à réfléchir sur les fondements de la société. 

## Origine du nom
Le nom Dada apparait pour la première fois dans l'éditorial de l'unique numéro de la revue Cabaret Voltaire dirigée par Hugo Ball. Ce texte en allemand, mais dont l'ultime phrase est en français, est daté du 15 mai 1916 et s'achève par les mots : « L'intention des artistes assemblés ici est de publier une revue internationale. La revue paraîtra à Zurich et portera le nom DADA, Dada Dada Dada Dada. » 
Des versions contradictoires s'opposent quand il s'agit d'expliquer comment le mot a été trouvé et quel sens on doit lui donner. La légende veut que le mot « dada » ait été trouvé au hasard dans un dictionnaire. « Pour tout le monde, désormais, explique Henri Béhar, dada est né à Zurich le 8 février 1916, son nom ayant été trouvé à l'aide d'un coupe-papier glissé au hasard entre les pages d'un dictionnaire Larousse. » L'historien authentifie l'anecdote avec une formule ambiguë : « Gardons-nous de ne pas croire aux légendes ! »
L'histoire a été répétée plusieurs fois par les promoteurs du mouvement. Dans une lettre de janvier 1921 adressée à des artistes new-yorkais, Tristan Tzara explique les circonstances de l'invention du nom dont il se garde de revendiquer la paternité : « J'étais avec des amis, je cherchais dans un dictionnaire un mot approprié aux sonorités de toutes les langues, il faisait presque nuit lorsqu'une main verte déposa sa laideur sur la page du Larousse — en indiquant d'une manière précise dada — mon choix fut fait. » Au cours d'un entretien accordé à Arts magazine (New York, décembre 1982), le peintre Marcel Janco reconnaît qu'il n'était pas présent à ce moment-là : « Un après-midi, dans un café où nous nous retrouvions, j’ai appris que Tzara avait trouvé un nom pour le groupe, que tout le monde avait accepté. Ils cherchaient un nom parce que le mouvement était devenu très important. Tzara avait trouvé le mot dans le Larousse. »
En 1921, l'apparente précision du témoignage de Hans Arp paraît disqualifiée par la description ironique des circonstances : « Tzara a trouvé le mot dada le 8 février 1916 à 6 heures du soir ; j’étais présent avec mes 12 enfants lorsque Tzara a prononcé pour la première fois ce nom qui a déchaîné en nous un enthousiasme légitime. Cela se passait au Café de la Terrasse à Zurich et je portais une brioche dans la narine gauche. »
La controverse sur la naissance du nom « dada » vient de Richard Huelsenbeck qui en a toujours revendiqué la paternité : « Le mot dada a été découvert par hasard dans un dictionnaire allemand-français par Hugo Ball et moi, alors que nous cherchions un nom de théâtre pour Mme Le Roy, la chanteuse du cabaret. » Même si une lettre de Hugo Ball à Richard Huelsenbeck du 28 novembre 1916 semble soutenir sa version : « Et finalement j’y ai également décrit dada : le Cabaret et la Galerie. Tu auras donc eu le dernier mot de dada comme tu as eu le premier », la récurrente revendication de Huelsenbeck ne résiste pas au fait que, appelé par Hugo Ball, il ne soit pas arrivé à Zurich avant le 11 février 1916.

## Historique

### Dada à Zurich

Affiche pour l'ouverture du Cabaret Voltaire, le 2 mai 1916, par Marcel Slodki

Le déclenchement de la Première Guerre mondiale fait de Zurich le refuge d'une foule de jeunes gens, issus de tous les pays d'Europe, réunis par leur refus de la guerre,. Lénine, Radek et Zinoviev ont transformé la ville en quartier général pour préparer la prise de pouvoir en Russie.
Début 1916, Hugo Ball, écrivain, traducteur de littérature française (Henri Barbusse, Léon Bloy, Arthur Rimbaud) et dramaturge allemand, exilé depuis 1915, et sa compagne, Emmy Hennings, poète et danseuse, fondent le Cabaret Voltaire et en annoncent l'ouverture, dans la presse zurichoise, pour le 2 février. Ils invitent les « jeunes artistes et écrivains dans le but de créer un centre de divertissement artistique, […] à [les] rejoindre avec des suggestions et des propositions ». Il persuade Ephraïm Jan de lui louer une pièce dans l'Auberge de la Meierei, au 1 de la Spiegelstrasse, située dans le quartier mal famé de Zurich.
Hugo Ball a l'idée de mêler la tradition des cabarets parisiens de la fin du XIXe siècle avec l'esprit du cabaret berlinois d'avant-guerre, sous la figure emblématique de Voltaire dont il admire l'opposition au clergé. Il veut offrir un lieu de rencontre et d'exposition aux artistes et aux intellectuels.
Quelques jours auparavant, Marcel Janco, à la recherche d'un travail, passe devant l'auberge. Il entend de la musique sortir d'une boîte de nuit et « découvre un personnage « gothique » jouant du piano » : Hugo Ball. Quand ce dernier apprend que Janco est peintre, il lui offre les murs du cabaret pour exposer. Janco revient au cabaret accompagné de ses amis, Hans Arp, Sophie Taeuber et Tristan Tzara.
L'inauguration a lieu le 5 février, la salle est comble. Hugo Ball joue du piano, Emmy Hennings chante en français et en danois, Tristan Tzara récite ses poèmes en roumain. Le décor est signé Marcel Janco et Hans Arp. Bientôt, les représentations intègrent des lectures simultanées accompagnées de bruitisme. Une revue est créée Cabaret Voltaire avec textes et dessins.
Le nom « dada » est choisi trois jours plus tard.

### Développement de dada

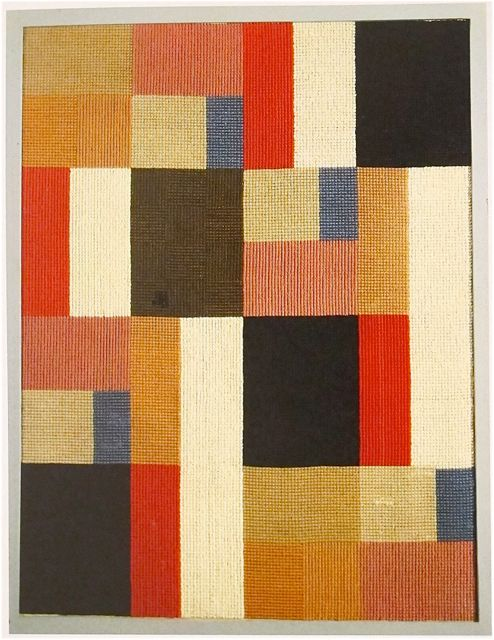
Sophie Taeuber-Arp,
Composition verticale-horizontale, 1916

Au bout de six mois, en juillet 1916, les protagonistes du Cabaret Voltaire veulent créer une revue et une galerie. Mais Hugo Ball s'oppose à l'idée de faire de dada un mouvement artistique. Dans son manifeste, écrit à ce moment-là, il donne la primauté au mot et hésite à parler d'art : « Le mot, messieurs, le mot est une affaire publique de tout premier ordre. » Les dadaïstes créent tout de même une maison d'édition et une galerie. Le mouvement dérive des spectacles spontanés des cabarets à la programmation d'événements. Il converge vers la danse, probablement grâce à Sophie Taeuber. La galerie dada, ouverte en janvier 1917, se révèle un succès, mais elle ne dure que quelques semaines. Hugo Ball, finalement, voyait dans cette galerie un effort pédagogique pour réviser les traditions littéraires et artistiques. Durant cette expérience, Richard Huelsenbeck quitte le mouvement zurichois, l'assimilant à un petit commerce artistique, pour aller relancer dada à Berlin.
À Berlin, Huelsenbeck passe quelque temps à étudier et réfléchir. Le mouvement est effectivement relancé à partir de quelques soirées au Café des Westens, en février 1918, par des artistes tels que Huelsenbeck et Grosz. Leur posture est de se battre contre l'expressionnisme, de se présenter comme adversaires de l'art abstrait, d'aborder des sujets politiques comme la guerre (une nouveauté par rapport à l'époque zurichoise), et d'intégrer le scandale maximum dans leur démarche. Dada prend un tour nettement offensif. Le public afflue à Berlin pour voir le phénomène et des soirées dada s'organisent dans toute la ville. Les dadaïstes berlinois effectuent même une tournée en Tchécoslovaquie[réf. nécessaire]
Un peu avant la fin de la guerre, des mouvements dadas sont créés dans les grandes villes allemandes : Berlin, Hanovre et Cologne. Les différents Manifestes parviennent à Paris, malgré la censure et le « bourrage de crâne » contre tout « germanisme »[réf. nécessaire].
En poésie, Dada reprend tout ce qui est délaissé par la littérature « bon chic bon genre » : blagues, contrepèteries, comptines, fous-rire, non-sens, bafouillages, répétitions, etc. Cette régression apparente a pour but de tout détruire pour expérimenter de nouvelles formes de lecture sur scène. Ils inventent de nombreuses pratiques de poésie sonore : le poème statique, lu de plusieurs côtés de la salle en même temps, le poème bruitiste qui reprend la réalité comme les artistes cubistes, le poème mouvementiste qui exprime le sens des mots par des mouvements exagérés ou le poème de voyelles qui recherche une sonorité primitive.
Ils suivent le même mouvement pour le théâtre, reprenant les techniques de cabaret, revue, music-hall, cirque ou variétés, faisant sketchs, marionnettes, parades, défilés, chansons, masques, bruitages. Emmy Hennings fabrique des poupées, Marcel Janco des masques. Leurs ballets évoquent des danses chamaniques dans des improvisations démentes. En cela ils utilisent les mêmes procédés que le futurisme mais en structurant leurs œuvres par le collage de matériaux de récupération assemblés par le hasard. Pour eux, ce théâtre doit se jouer partout et transgresser le statut d'auteur, auteurs et autrices devenant des manifestes.

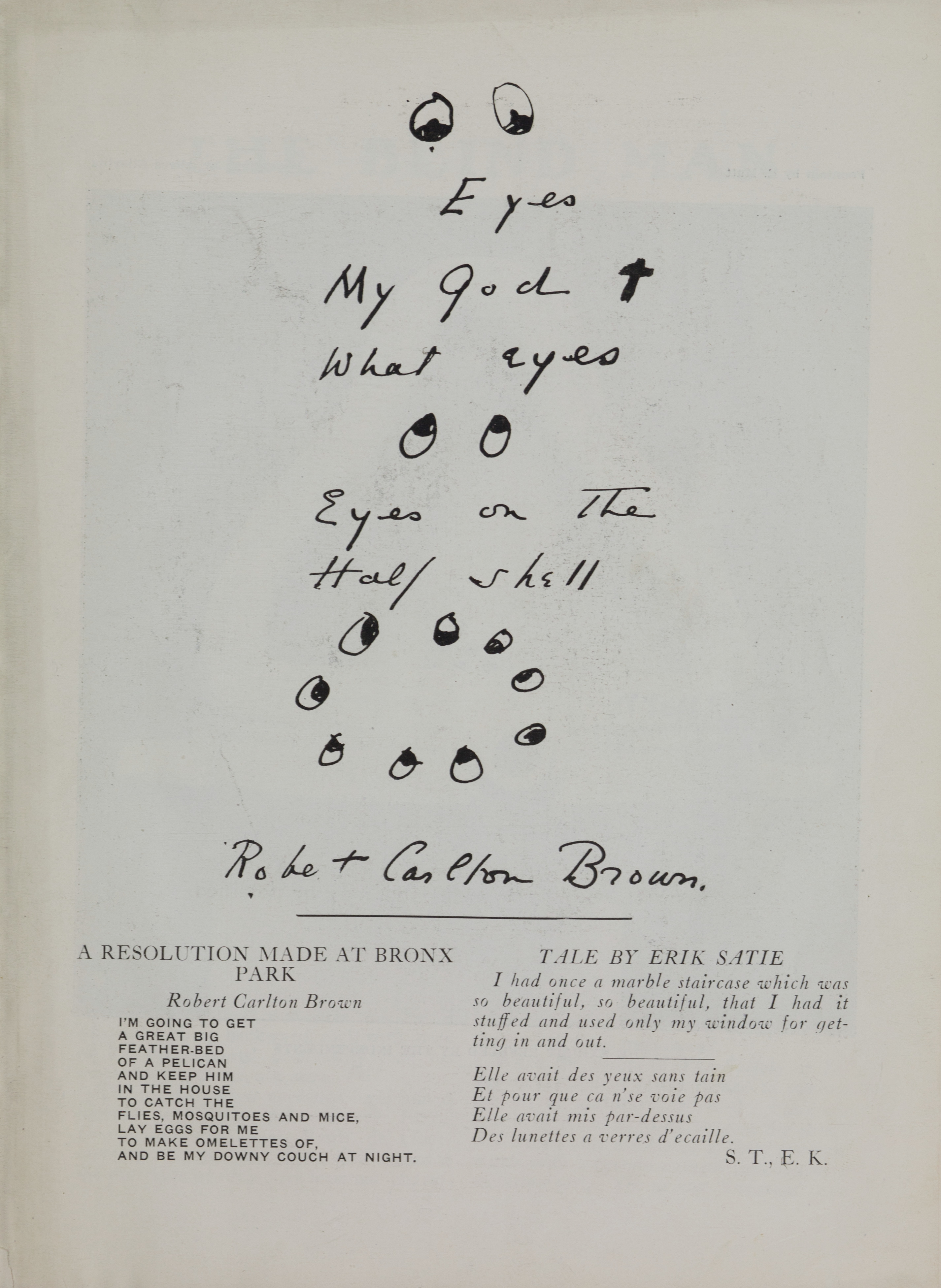
Page du premier et avant dernier numéro de Rongwrong, revue où le futur Henri-Pierre Roché défend son ami Marcel Duchamp, censuré par le public newyorkais.

Courant 1917 et 1918, le mouvement s'internationalise. La revue DADA paraît en juillet 1917 et dure trois ans, portée par Tristan Tzara qui explore les possibilités typographiques non conventionnelles. À Zurich, l'improvisation des débuts est remplacée par une programmation plus institutionnalisée. De nouvelles personnalités, comme Walter Serner, émergent et une visite au Cabaret Voltaire reste un passage obligé pour tous ceux qui veulent participer à dada. Ainsi, Francis Picabia s'y présente, publie un numéro spécial de sa revue 391 (dont le nom est inspiré de la revue 291 d'Alfred Stieglitz) sur Zurich, tout en réalisant, à New York, avec Marcel Duchamp et d'autres, des événements dada, comme le salon des artistes indépendants, où est présentée (mais refusée) la Fontaine. C'est dans le numéro de mars 1920 de 391 qu'est publié le ready-made, L.H.O.O.Q. : un portrait de La Joconde avec moustache et barbe, se moquant ainsi du côté trop précieux de l'art. Avec Arthur Cravan, dada investit aussi le domaine du sport avec, à Madrid, le combat, en avril 1916, pour le titre de champion du monde de boxe.
Après quatre années passées à Zurich, Tristan Tzara décide de rejoindre Paris où il débarque le 17 juillet 1920 pour donner à dada un nouvel élan. Dès 1918, il avait commencé à collaborer à une des revues dadas parisiennes, Littérature, ce qui l'avait rapproché des principaux artistes parisiens. Des ramifications du mouvement se retrouvent en Allemagne, à Cologne avec Hans Arp, Johannes Theodor Baargeld et Max Ernst, à Berlin où était revenu Richard Huelsenbeck, et à Hanovre avec Kurt Schwitters qui crée des collages à partir de déchets trouvés dans la rue.
Au moins deux œuvres, qualifiées a posteriori de prédadaïstes, avaient déjà sensibilisé publics et artistes parisiens à la manière dada : Ubu roi et le ballet Parade, de Jean Cocteau. Ces œuvres donnèrent des héros aux artistes : Alfred Jarry, l'auteur du premier, et Erik Satie, compositeur du second. Elles suscitèrent auprès du public une sorte d'attente de la provocation, si porteuse pour le mouvement dada.

### La fin de dada

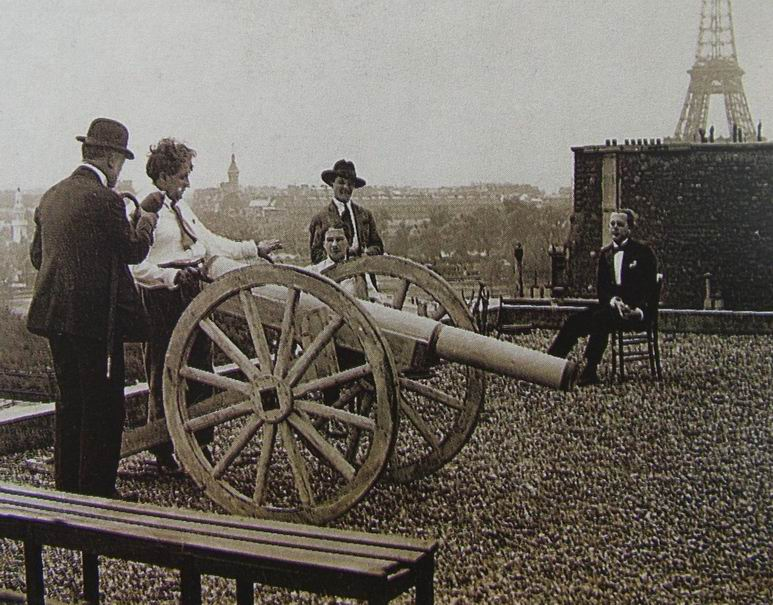
Une image d’Entr'acte, film de René Clair

Dans l'après-guerre, les premières galeries dada, avec les premiers journaux et manifestes de ce mouvement apparaissent en France, en Allemagne et aux États-Unis. Contemporain du cercle de Zürich, un groupe d'amis s'est formé à New York, autour de Marcel Duchamp, Francis Picabia et Man Ray. Ce groupe partage l'ambition de libérer la peinture à venir de la tyrannie de la signature de l'artiste et de « lui opposer une conception de l'Art d’où, comme avec les « objets tout fait » de Duchamp, la griffe de l'artiste est évacuée. » À Cologne, Hans Arp et Max Ernst organisent les premiers rassemblements dadaïstes.
À Berlin, Richard Huelsenbeck qui, en 1917, avait colporté le terme « dada » de Zürich à Berlin, et Raoul Hausmann fondent en janvier 1918 le Club Dada, groupuscule informel dépourvu de règlement, de lieu de réunion, de statuts ou même de programme. Ses membres sont les artistes George Grosz, Hannah Höch, John Heartfield et Johannes Baader, rejoints par Franz Jung, Walter Mehring ou Erwin Piscator.
Après quelques tournées dada à Dresde, Leipzig, Prague, Karlsbad, Hambourg et Teplitz-Schönau au printemps 1920, George Grosz, Raoul Hausmann (alias « Dadasophe ») et John Heartfield (alias « Monteurdada ») organisent la Première foire internationale Dada, première expression publique du dada berlinois ; mais cette manifestation se termine par un procès qui disperse les participants,.
À Paris, bien que les premiers contacts avec les artistes locaux suscitent un enthousiasme mutuel, de nombreuses incompréhensions apparaissent. Certains défendent une tradition qu'ils disent zurichoise et refusent toute notion d'art ayant un caractère positif, voire toute notion d'art tout court, mais d'autres pensent que dada porte en lui les germes d'une nouveauté. Les discussions, souvent violentes, entraînent une scission dans le mouvement dada, le séparant d'un côté en artistes de tradition zurichoise et de l'autre côté des artistes qui se rassemblent autour d'André Breton.
Le mouvement vit au rythme des soirées et spectacles que les artistes organisent, spectacles qui cristallisent les différences de position, mais font souvent l'événement à Paris, dont notamment le festival dada, à la salle Gaveau, le 26 mai 1920. On y donne des pièces de théâtre jamais répétées, des concerts impossibles à jouer, destinés à provoquer dans le public chahut et scandale. Tous les dadaïstes portent un chapeau en forme d’entonnoir, Paul Eluard un tutu de ballerine.
Le 14 avril 1921, à l'initiative d'André Breton, les dadas parisiens organise la visite de l'église St-Julien-le-Pauvre dans le cadre d'une série d'excursions et visites à travers Paris de lieux volontairement dérisoires auxquelles est convié le public : « Les Dadas de passage à Paris voulant remédier à l'incompétence de guides et de cicerones suspects, ont décidé d'entreprendre une série de visites à des endroits choisis, en particulier à ceux qui ont vraiment pas de raison d'exister, - C'est à tort qu'on insiste sur le pittoresque (Lycée Janson de Sailly), l'intérêt historique (Mont Blanc) et la valeur sentimentale (La Morgue). - La partie n'est pas perdue mais il faut agir vite. - Prendre part à cette première visite c'est se rendre compte du progrès humain, des destructions possibles et de la nécessité de poursuivre notre action que vous tiendrez à encourager par tous les moyens. ». A cause du mauvais temps et de l'absence de public, les dadaïstes abandonnent l'idée des excursions et s'engagent dans le modèle de procès.
Selon l'historien Marc Dachy[réf. souhaitée], le procès contre Maurice Barrès, en mai 1921, marque la décomposition véritable des dadaïstes. « La mise en accusation et jugement de Maurice Barrès pour crime contre la sûreté de l'esprit » n'est pas sans déplaire à Tristan Tzara, Francis Picabia, Georges Ribemont-Dessaignes ou Clément Pansaers, cependant ils s'opposent à l'idée d'un tribunal. Tzara n'intervient que comme témoin, laissant à Breton le soin de diriger le procès :
- Tzara : « Je n'ai aucune confiance dans la justice, même si cette justice est faite par dada. Vous conviendrez avec moi, monsieur le Président, que nous ne sommes tous qu'une bande de salauds et que par conséquent les petites différences, salauds plus grands ou salauds plus petits, n'ont aucune importance. »
- Breton : « Le témoin tient-il à passer pour un parfait imbécile ou cherche-t-il à se faire interner ? »
- Tzara : « Oui, je tiens à me faire passer pour un parfait imbécile et je ne cherche pas à m'échapper de l'asile dans lequel je passe ma vie. »[réf. nécessaire]

Tzara quitte la salle, suivi par Picabia et ses amis.
Les artistes dada, après le procès, ne sont plus capables d'organiser des événements ensemble, tant les disputes entre eux sont vives et déplaisantes. Ils évoluent en différents clans mouvants : ceux qui soutiennent Tristan Tzara, et ceux qui soutiennent André Breton.
Au mois de juin suivant, en 1922, le Salon Dada organisé par Tzara, à Paris, est dédaigné par Breton. Marcel Duchamp, invité à exposer, refuse par le télégramme : « Pode Balle ».
La soirée dada, dite du Cœur à barbe, du 6 juillet 1923 organisée par Tristan Tzara au théâtre Michel marque la rupture définitive entre dadaïstes et les futurs surréalistes (André Breton, Robert Desnos, Paul Éluard et Benjamin Péret). Face aux violentes interruptions de ces derniers : Breton, d'un coup de sa canne, casse le bras de Pierre de Massot, Tzara appelle la police. La soirée prévue le lendemain est annulée,.
En 1924, André Breton publie le Manifeste du surréalisme. À partir de là, les surréalistes réinterprètent, a posteriori, nombre d'événements dada comme étant d'ordre surréaliste. Les notions d'automatisme, de simultanéité, de hasard étant au cœur de dada comme du surréalisme naissant, ils n'ont aucune difficulté à se les approprier.

## Art dada

### Artistes dadas

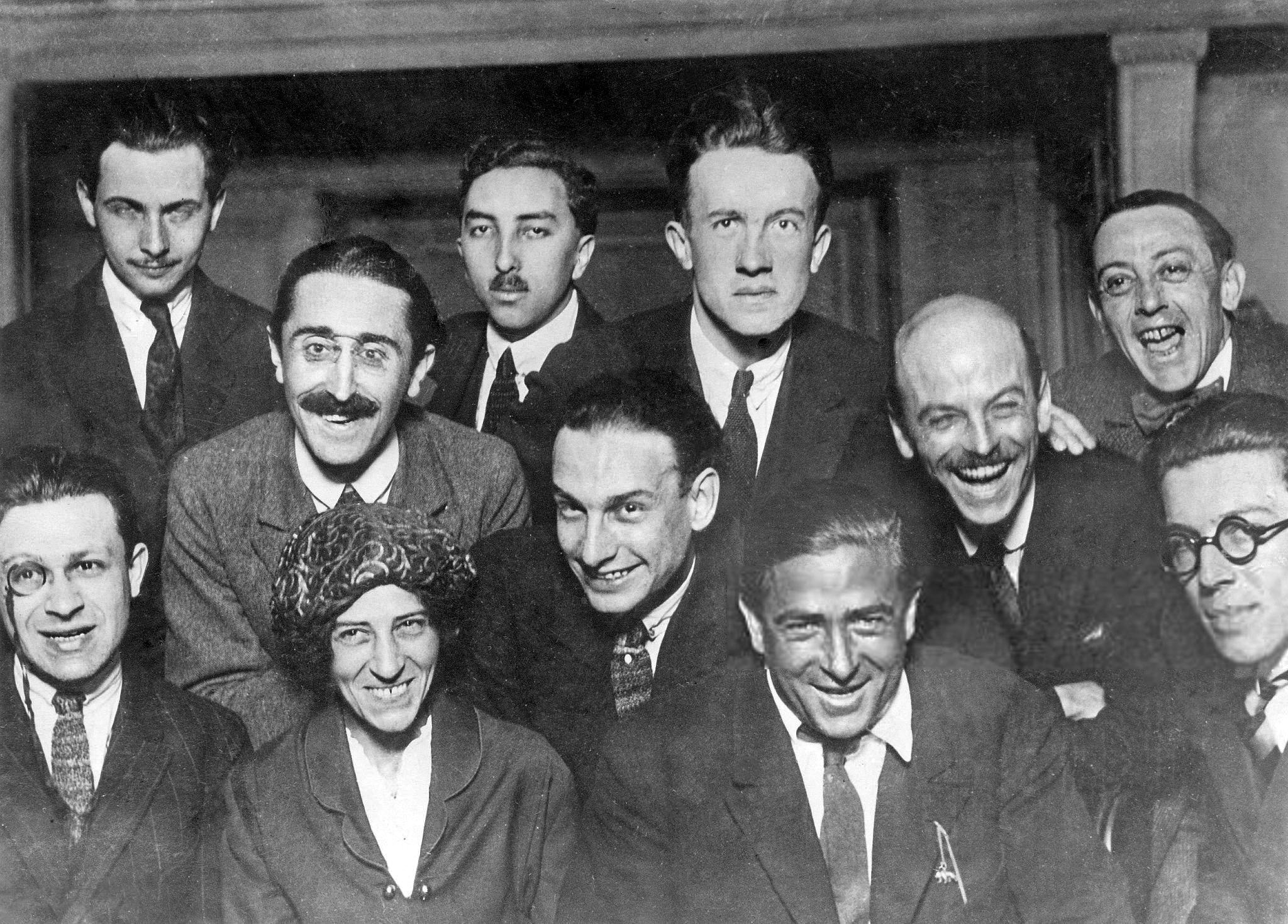
Réunion du groupe Dada à Paris en 1921 : Louis Aragon, Theodore Fraenkel, Paul Eluard, Clement Pansaers, Paul Dermée, Philippe Soupault, George Ribemont Dessaignes, Tristan Tzara, Céline Arnauld, Francis Picabia, André Bréton.

Écrivains, peintres, plasticiens, cinéastes, danseurs, photographes et même quelques musiciens, dada a traversé toutes les expressions artistiques de son temps.
Jean (ou Hans) Arp
- Symétrie pathétique, broderie d'après un dessin de Jean Arp.
- Fleur-marteau.

Johannes Baader
- Deutschlands Grösse und Untergang (Grandeur et déchéance de l'Allemagne), 1920

Victor Brauner
- La ville qui rêve[39].

Marcel Duchamp

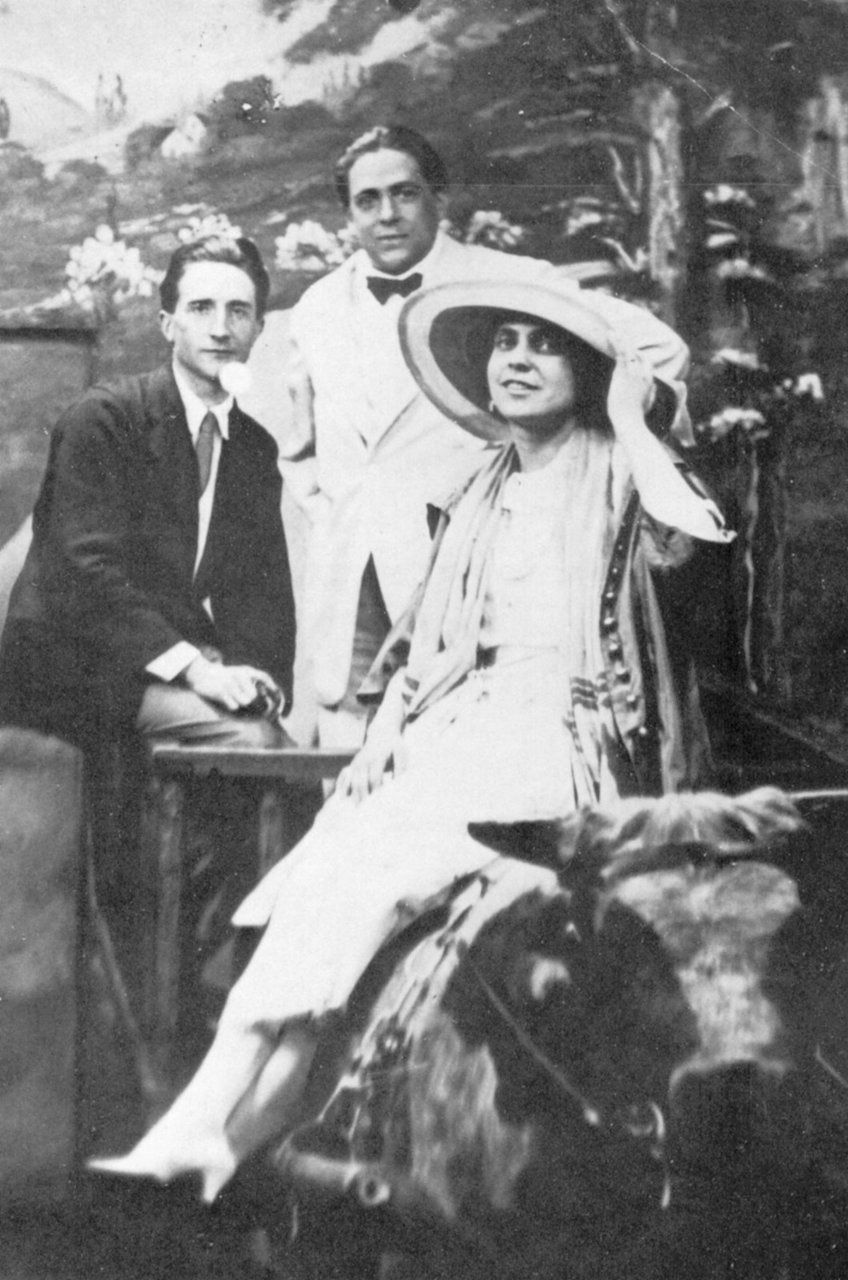
Marcel Duchamp, Francis Picabia, et Beatrice Wood, New York, 1917.

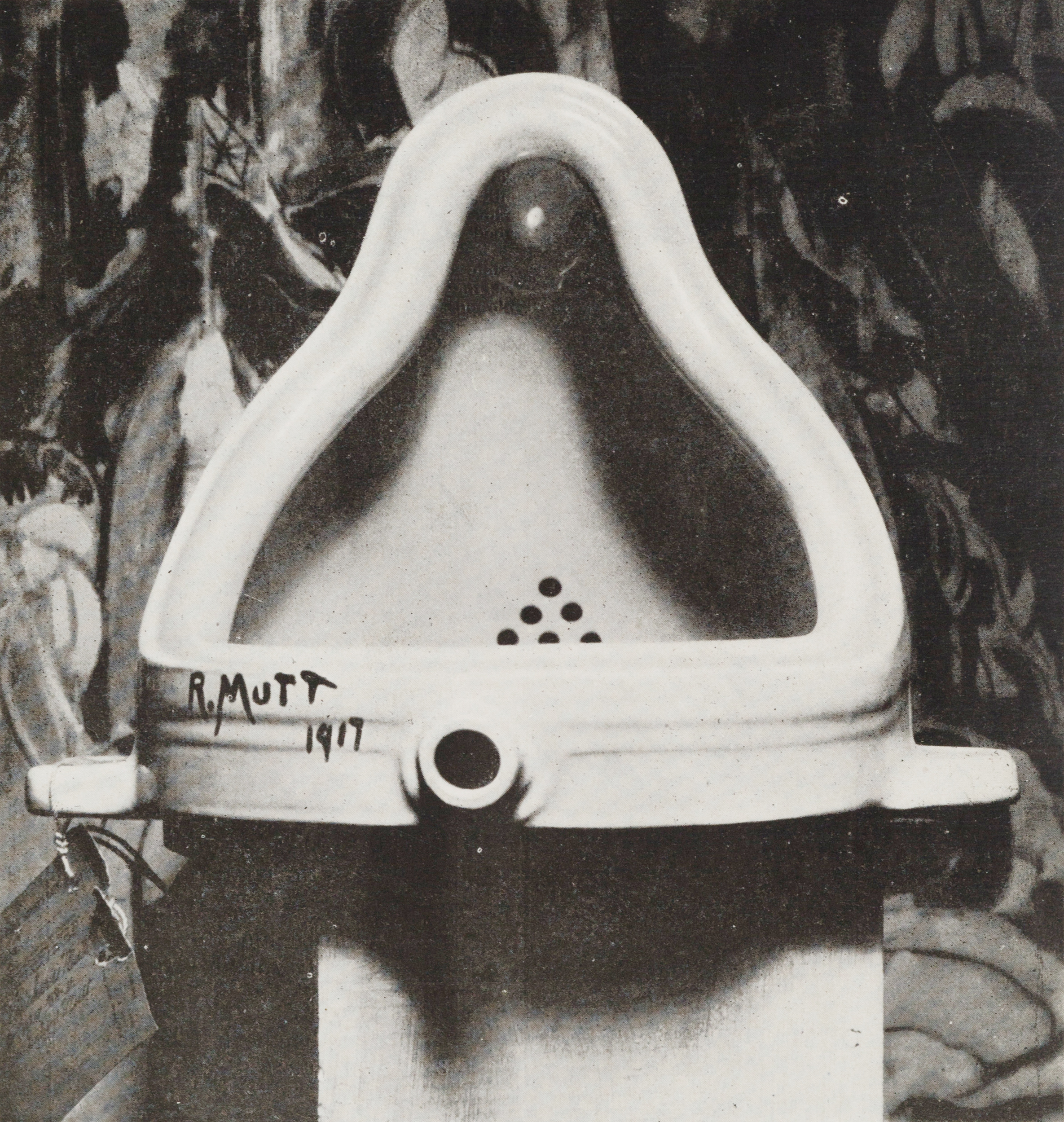
Alfred Stieglitz, photographie de la Fontaine de Marcel Duchamp (1917).

- Roue de bicyclette (1913), premier ready-made : il s'agit d'une roue de bicyclette fixée sur un tabouret.
- Fontaine (1917), l'urinoir refusé à l'exposition des Indépendants de New York, en avril 1917.
- L.H.O.O.Q. (Elle a chaud au cul) (1919), désacralisant la Joconde, l'affublant d'une moustache et d'une barbiche.
- Tu m’ (1920).
- Marcel Duchamp as Belle Haleine (1921), photographie en collaboration avec Man Ray.
- Disques avec spirales (1923), art pré-psychédélique.
- La Mariée mise à nu par ses célibataires, même (1923).
- Flacon de parfum Belle Haleine avec Rrose Sélavy (Éros c'est la vie) sur l'étiquette.
- La Chute d'eau.
- Le Gaz d'éclairage.

Suzanne Duchamp
- Ariette. D'oubli de la chapelle étourdie (1920).
- Ready-made malheureux de Marcel (1919), traité de géométrie à suspendre à son balcon.

Max Ernst
- La bicyclette graminée garnie de grelots, les grisons grivelés et les échinodermes courbant l'échine pour quêter des caresses (1920-1921).

George Grosz
- Remember Uncle August, the Unhappy Inventor (1919).

Raoul Hausmann
- L'Esprit de notre temps - Tête mécanique (Der Geist Unserer Zeit – Mechanischer Kopf) (1919).

Hannah Höch
- Paire de mariés bourgeois (1927), huile sur toile représentant un mannequin en bois habillé de voile blanc aux côtés d'un marié en frac.
- Da-Dandy, collage.

Richard Huelsenbeck
- Almanach dada, traduit de l'allemand par Sabine Wolf, notes de Sabine Wolf et Michel Giroud, édition bilingue, Paris, Champ libre, 1980.

Clément Pansaers
- Bar Nicanor, et autres textes dadas, établis et présentés par Marc Dachy, illustrations, Paris, éditions Gérard Lebovici, 1986.

Julius Evola
- Five o'clock tea (1917)
- The tendency of aesthetic idealism (1918)
- Fucina, studio di rumori (1918)
- Paesagio interiore, apertura del diaframma (1921)
- Astrazione (1921)

Francis Picabia
- Danse de Saint-Guy (Tabac-Rat) (1919), un cadre sans toile, composé de ficelles et de carton.
- Jeune fille (1920), une encre sur papier.
- Portrait dada de Germaine Everling (1920).
- L’Œil cacodylate (1921), une huile sur toile, composée de signatures avec des collage de photographies, cartes postales, papiers divers découpés.
- Chapeau de paille ? (1921), huile, ficelle et carton d'invitation collés sur toile.
- Volucelle II (1922).
- Dresseur de chien (1923) qui annonce le Dresseur d'animaux (1937).
- Lettres à Christine (1945-1951), suivi de Ennazus, édition établie par Jean Sireuil, présentation de Marc Dachy, Paris, éditions Gérard Lebovici, 1988.

Man Ray
- Lautgedicht (1924).

Georges Ribemont-Dessaignes

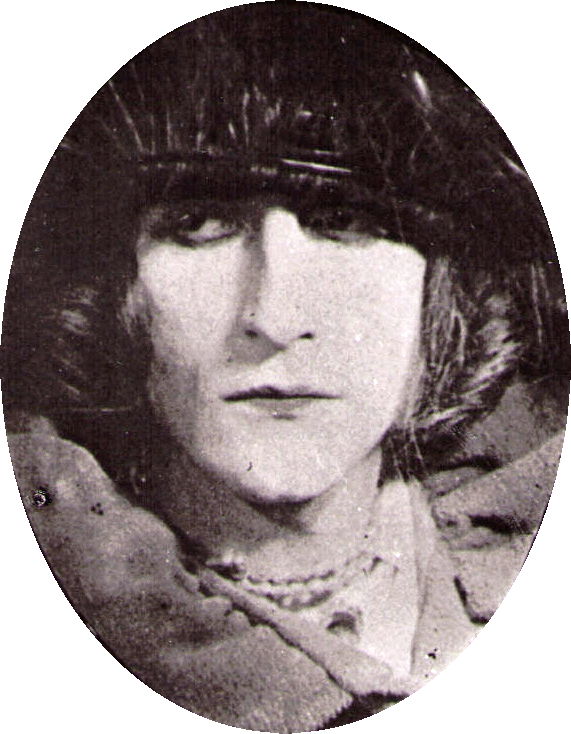
Man Ray, Rrose Sélavy (1921).

- Dada, manifestes, poèmes, nouvelles, articles, projets, théâtre, cinéma, chroniques (1915-1929), nouvelle édition revue et présentée par Jean-Pierre Begot, Paris, éditions Champ libre, 1978.

Kurt Schwitters
- Merz Picture 46 A (The Skittle Picture) (1921), un cadre et des petits objets fixés.

Sophie Taeuber-Arp
- Tapisserie Dada, Composition à triangles, rectangles et parties d'anneaux (1916), une tapisserie.
- Gardes (1918), une sculpture articulée évoquant l'univers des marionnettes.
- Triptyque abstrait (1918), une huile sur toile avec application de feuilles d'or.
- Masque de Janco (1918), masque.
- Série des Tête dada (1918-1920), des sculptures en bois tourné et peint.
- Composition abstraite (1919), un collage.
- Composition dada (Tête au plat) (1920), une huile sur toile collée sur carton encadrée sous verre.

Beatrice Wood
- Un peu d'eau dans du savon (1917), collage loufoque avec un dessin de femme nue dont le sexe est caché sous un vrai savon[41].

Otto Dix
- Pragerstrasse (1920).
- Les Joueurs de skat (1920)

Tzara, Janco et Huelsenbeck
- L'amiral cherche une maison à louer (1916), poème simultané en français, anglais et allemand caractéristique et très fidèle à la philosophie dada.

### Principaux foyers dadas
- Zurich (1915-1919), avec notamment Tristan Tzara, Jean Arp, les poètes allemands Hugo Ball et Richard Huelsenbeck, le peintre roumain Marcel Janco, le peintre et cinéaste allemand Hans Richter, Sophie Taeuber-Arp ;
- New York (1915-1921), avec Marcel Duchamp, Francis Picabia, Man Ray ;
- Berlin (1917-1923), avec Richard Huelsenbeck, George Grosz, Raoul Hausmann(l'un des créateurs du photomontage, suivi par John Heartfield), Johannes Baader, Hannah Höch ;
- Cologne (1919-1921), avec Jean Arp, Max Ernst (aux collages inventifs), Johannes Theodor Baargeld ;
- Hanovre avec Kurt Schwitters et son mouvement Merz ;
- Paris, de 1920 à 1923. La première manifestation dada a lieu en janvier 1920, quelques jours après l'arrivée de Tristan Tzara. Dada connaît son apogée en tant que mouvement, avec Tristan Tzara, Francis Picabia, Man Ray, André Breton, Paul Éluard, Louis Aragon, Philippe Soupault et sa fin avec la naissance du surréalisme. Ce mouvement est porté par Emile Malespine à Lyon[42].
- La Hulpe, Clément Pansaers[43]

## Culture dada

### Dada et l'art
Bien qu'animé majoritairement par des artistes, Dada n'est pas comme tel un mouvement artistique. Sur les décombres de la guerre, il est davantage un état d'esprit, une réaction forte aux idées reçues. La thèse la plus importante est que l'art, d'interprétation de la réalité, devait devenir partie intégrante de la vie. En rejetant les valeurs esthétiques et artistiques en vigueur, et qu'il considérait comme désuètes, Dada a contribué à libérer les artistes de la tradition et à les encourager à explorer de nouvelles voies dont on mesure les effets plusieurs décennies plus tard, par exemple avec le surréalisme, l'expressionnisme abstrait, le Pop art, Fluxus, le Nouveau réalisme et le Punk. Plus spécialement le groupe punk Massicot fait référence à l'univers dadaïste dans son disque Suri gruti.

### Dada et l'humour
Après la Première Guerre mondiale, les jeunes ont besoin d'exprimer leur jubilation d'être en vie, la guerre finie et la paix retrouvée. La vie a vaincu la mort, la paix a vaincu la guerre, l'enfance et l'insouciance sont de retour et vont pouvoir s'exprimer. En 1963, Tristan Tzara a dit : « Dada n'était pas seulement l'absurde, pas seulement une blague, dada était l'expression d'une très forte douleur des adolescents, née pendant la guerre de 1914. Ce que nous voulions c'était faire table rase des valeurs en cours, mais, au profit, justement des valeurs humaines les plus hautes. »

### Dada et l'érotisme
En 1920, Tristan Tzara nomme des « présidentes dada », les plus anticonformistes possibles et à l'originalité débridée. Les « jeunes filles dada », les « dada's girls », dansent en solo avec ou sans masque, comme Sophie Taeuber. Elles font tourner les têtes et suscitent l'enthousiasme, mais aussi les huées. Une « dada dance » bien connue consiste à mettre ses bras en l'air (épaule perpendiculaire au tronc et avant-bras perpendiculaire au corps) et à sauter en même temps. Emmy Hennings, compagne de Hugo Ball, fonda avec lui le cabaret Voltaire à Zurich, dont elle devint l'âme en animant ses soirées, par la danse, le chant et la poésie.
L'Américaine Clara Tice, peintre caricaturiste et poète, horrifie la prude société américaine avec ses dessins de femmes nues accompagnées d'animaux, illustrant de manière érotique les Fables de La Fontaine. Ses œuvres seront confisquées par la police. Une autre Américaine, Beatrice Wood, réalise aussi des œuvres à forte connotation érotique.
Valeska Gert crée ses « danses » lors de certaines soirées berlinoises. Bien loin du classique Lac des cygnes, elles ouvrent la voie à la libération du corps des femmes et au nudisme. Renée Dunan, élevée au couvent et grande admiratrice du marquis de Sade, se libère, se proclame « dadaïste de la première heure », et défraie la chronique, sous divers pseudonymes, dont « Marcelle la Pompe » et « M. de Steinthal », en hommage à Stendhal et à l'écrivain aventurier Casanova de Seingalt.

### Citations originales
1. ↑  « Das nächtste Ziel der hier vereinigten Künstler ist die Herausgabe einer Revue Internationale. La revue paraîtra à Zurich et portera le nom DADA, Dada Dada Dada Dada »